# Кежково (Ґданський повіт)
Кежково (пол. Kierzkowo, нім. Strauchhütte) — село в Польщі, у гміні Пшивідз Ґданського повіту Поморського воєводства.
Населення — 142 особи (2011).
У 1975-1998 роках село належало до Гданського воєводства.

## Демографія
Демографічна структура станом на 31 березня 2011 року:
|          | Загалом | Допрацездатний вік | Працездатний вік | Постпрацездатний вік |
| -------- | ------- | ------------------ | ---------------- | -------------------- |
| Чоловіки | 75      | 16                 | 57               | 2                    |
| Жінки    | 67      | 16                 | 45               | 6                    |
| Разом    | 142     | 32                 | 102              | 8                    |